# Teoria relativității restrânse
Relativitatea restrânsă (Teoria relativității restrânse sau teoria restrânsă a relativității), denumită ulterior teoria specială a relativității sau relativitatea specială, este teoria fizică a măsurării în sistemele de referință inerțiale propusă în 1905 de către Albert Einstein în articolul său Despre electrodinamica corpurilor în mișcare. Ea generalizează principiul relativității al lui Galilei — care spunea că toate mișcările uniforme sunt relative, și că nu există stare de repaus absolută și bine definită (nu există sistem de referință privilegiat) — de la mecanică la toate legile fizicii, inclusiv electrodinamica.
Pentru a evidenția acest lucru, Einstein nu s-a oprit la a lărgi postulatul relativității, ci a adăugat un al doilea postulat: acela că toți observatorii vor obține aceeași valoare pentru viteza luminii indiferent de starea lor de mișcare uniformă și rectilinie.
Această teorie are o serie de consecințe surprinzătoare și contraintuitive, dar care au fost de atunci verificate pe cale experimentală. Relativitatea restrânsă modifică noțiunile newtoniene de spațiu și timp afirmând că timpul și spațiul sunt percepute diferit în sensul că măsurătorile privind lungimea și intervalele de timp depind de starea de mișcare a observatorului. Rezultă de aici echivalența dintre materie și energie, exprimată în formula de echivalență a masei și energiei E = mc2, unde c este viteza luminii în vid.  Relativitatea restrânsă este o generalizare a mecanicii newtoniene, aceasta din urmă fiind o aproximație a relativității restrânse pentru experimente în care vitezele sunt mici în comparație cu viteza luminii.
Teoria a fost numită "restrânsă" deoarece aplică principiul relativității doar la sisteme inerțiale. Einstein a dezvoltat relativitatea generalizată care aplică principiul general, oricărui sistem de referință, și acea teorie include și efectele gravitației. Relativitatea restrânsă nu ține cont de gravitație, dar tratează accelerația.
Deși teoria relativității restrânse face anumite cantități relative, cum ar fi timpul, pe care ni l-am fi imaginat ca fiind absolut, pe baza experienței de zi cu zi, face absolute unele cantități pe care le-am fi crezut altfel relative. În particular, se spune în teoria relativității că viteza luminii este aceeași pentru toți observatorii, chiar dacă ei sunt în mișcare unul față de celălalt. Relativitatea restrânsă dezvăluie faptul că c nu este doar viteza unui anumit fenomen - propagarea luminii - ci o trăsătură fundamentală a felului în care sunt legate între ele spațiul și timpul. În particular, relativitatea restrânsă afirmă că este imposibil ca un obiect material să fie accelerat până la viteza luminii.

## Origini
Această teorie a fost formulată pentru a explica aspecte legate de electrodinamica corpurilor în mișcare, acesta fiind titlul articolului original al lui Einstein de la care a pornit formularea teoriei. Până când Einstein nu a dezvoltat relativitatea generală, introducând un spațiu-timp curbat pentru a încorpora gravitația, sintagma „relativitate specială” nu a fost folosită. O traducere folosită uneori este „relativitate restrânsă”; „special” înseamnă cu adevărat „caz special”. Einstein însuși, în The Foundations of the General Theory of Relativity, , Ann. Phys. 49 (1916), scrie „Cuvântul „special” este menit să specifice că principiul este limitat la caz...”

## Semnificație
Teoria specială a relativității a fost inițial propusă de Albert Einstein într-o lucrare publicată la 26 septembrie 1905 intitulată "Despre electrodinamica corpurilor în mișcare". Inconsecvența mecanicii newtoniene cu ecuațiile lui Maxwell ale electromagnetismului și lipsa confirmării experimentale a unui eter luminifer ipotetic au dus la dezvoltarea relativității speciale, care corectează mecanica pentru a face față situațiilor care implică mișcări la o fracțiune semnificativă din viteza luminii (cunoscută ca viteză relativistă). Astăzi, relativitatea specială este cel mai precis model de mișcare la orice viteză atunci când efectele gravitaționale sunt neglijabile. Chiar și așa, modelul mecanicii newtoniene este încă util (datorită simplității și preciziei sale înalte) ca o aproximare la viteze mici în raport cu viteza luminii.
Înainte de formularea relativității speciale, Hendrik Lorentz și alții au remarcat deja că electromagnetismul diferă de fizica newtoniană prin aceea că observațiile unui aceluiași fenomen pot fi diferite pentru o persoană care se deplasează în raport cu altă persoană la viteze apropiate de viteza luminii. De exemplu, una din persoane poate observa că nu există niciun câmp magnetic, în timp ce cealaltă observă un câmp magnetic în aceeași zonă fizică. Lorentz a sugerat o teorie a eterului, în care obiectele și observatorii care călătoresc față de un eter staționar suferă o contracție fizică (contracția Lorentz -Fitzgerald) și o modificare a timpului (dilatarea timpului). Acest lucru a permis reconcilierea parțială a electromagnetismului cu fizica newtoniană. Când vitezele implicate sunt mult mai mici decât viteza luminii, legile rezultate se simplifică la legile lui Newton. Teoria, cunoscut sub numele de Teoria Eterului Lorentz, a fost criticată (chiar și de către Lorentz însuși), din cauza naturii sale neelaborate. 
În timp ce Lorentz sugera ecuațiile de transformare Lorentz ca o descriere matematică cu exactitate a rezultatelor măsurătorilor, contribuția lui Einstein a fost de a obține aceste ecuații pornind de la o teorie mai fundamentală. Einstein a vrut să afle ce este invariant (neschimbat) pentru toți observatorii. Titlul său original pentru teoria sa a fost (tradus din germană), "Teoria invarianților". Max Planck a propus termenul de "relativitate", pentru a sublinia ideea că legile fizicii se schimbă pentru observatori în mișcare unul față de celălalt.
După ce Einstein a dezvoltat relativitatea generală, pentru a încorpora cadre generale (sau accelerate) de referință și gravitație, a fost folosită expresia "relativitate specială".
O caracteristică definitorie a relativității speciale este înlocuirea transformărilor galileene ale mecanicii newtoniene cu transformările Lorentz. Timpul și spațiul nu pot fi definite separat unele de altele. Mai degrabă spațiul și timpul sunt interconectate într-un singur continuum cunoscut sub numele de spațiu-timp. Evenimente care apar simultan pentru un singur observator pot avea loc la momente diferite pentru altul.
Teoria este "specială" prin faptul că se aplică numai în cazul special în care curbura spațiu-timpului datorită gravitației este neglijabilă. Pentru a include gravitația, Einstein a formulat relativitatea generală în 1915. Relativitatea specială, contrar unor descrieri depășite, este capabilă de includerea accelerațiilor, precum și a cadrelor de referință accelerate.
Așa cum relativitatea galileană este acum considerată o aproximare a relativității speciale care este valabilă pentru viteze reduse, relativitatea specială este considerată o aproximare a relativității generale care este valabilă pentru câmpurile gravitaționale slabe, adică la o scară suficient de mică și în condiții de cădere liberă. În timp ce relativitatea generală incorporează geometria noneuclideană pentru a reprezenta efectele gravitaționale ca curbură geometrică a spațiului, relativitatea specială este limitată la spațiu-timpul plat, cunoscut ca spațiul Minkowski. Un cadru local invariant Lorentz care respectă relativitatea specială poate fi definit la scări suficient de mici, chiar și în spațiu-timpul curbat.
Galileo Galilei afirmase deja că nu există o stare de repaus absolut și bine definit (nu există cadre de referință privilegiate), un principiu numit acum principiul de relativitate al lui Galileo. Einstein a extins acest principiu astfel încât acesta a reprezentat viteza constantă a luminii, fenomen care a fost observat în experimentul Michelson-Morley. El a afirmat, de asemenea, că este valabil pentru toate legile fizicii, inclusiv legile mecanicii și ale electrodinamicii.

## Postulate
- Primul postulat - Principiul relativității restrânse - Legile fizicii sunt aceleași în orice sistem de referință inerțial. Cu alte cuvinte, nu există sistem de referință inerțial privilegiat.
- Al doilea postulat - Invarianța lui c - Viteza luminii în vid este o constantă universală, c, independentă de mișcarea sursei de lumină.

Puterea argumentului lui Einstein reiese din maniera în care a dedus niște rezultate surprinzătoare și aparent incredibile din două presupuneri simple bazate pe analiza observațiilor. Un observator care încearcă să măsoare viteza de propagare a luminii va obține exact același rezultat indiferent de cum se mișcă componentele sistemului.

## Lipsa unui sistem de referință absolut
Principiul relativității, care afirmă că nu există sistem de referință staționar, datează de pe vremea lui Galileo Galilei, și a fost inclus în fizica newtoniană. Însă, spre sfârșitul secolului al XIX-lea, existența undelor electromagnetice a condus unii fizicieni să sugereze că universul este umplut cu o substanță numită "eter", care ar acționa ca mediu de propagare al acestor unde. Se credea că eterul constituie un sistem de referință absolut față de care se pot măsura vitezele. Cu alte cuvinte, eterul era singurul lucru fix și nemișcat din  univers. Se presupunea că eterul are niște proprietăți extraordinare: era destul de elastic pentru a suporta unde electromagetice, iar aceste unde puteau interacționa cu materia, dar același eter nu opunea rezistență corpurilor care treceau prin el. Rezultatele diferitelor experimente, în special experiența Michelson-Morley, au indicat că Pământul este mereu în repaus în raport cu eterul — ceva dificil de explicat, deoarece Pământul era pe orbită în jurul Soarelui. Soluția elegantă dată de Einstein avea să elimine noțiunea de eter și de stare de repaus absolută. Relativitatea restrânsă este formulată de așa natură încât să nu presupună că vreun sistem de referință este special; în schimb, în relativitate, orice sistem de referință în mișcare uniformă va respecta aceleași legi ale fizicii. În particular, viteza luminii în vid este mereu măsurată ca fiind c, chiar și măsurată din sisteme multiple, mișcându-se cu viteze diferite, dar constante.

## Consecințe
Einstein a spus că toate consecințele relativității restrânse pot fi derivate din examinarea transformărilor Lorentz.
Aceste transformări, și deci teoria relativității restrânse, a condus la predicții fizice diferite de cele date de mecanica newtoniană atunci când vitezele relative se apropie de viteza luminii. Viteza luminii este atât de mult mai mare decât orice viteză întâlnită de oameni încât unele efecte ale relativității sunt la început contraintuitive:
- Dilatarea temporală — timpul scurs între două evenimente nu este invariant de la un observator la altul, ci depinde de mișcarea relativă a sistemelor de referință ale observatorilor (ca în paradoxul gemenilor care implică plecarea unui frate geamăn cu o navă spațială care se deplasează la viteză aproape de cea a luminii și faptul că la întoarcere constată că fratele său geamăn a îmbătrânit mai mult).
- Relativitatea simultaneității — două evenimente ce au loc în două locații diferite, care au loc simultan pentru un observator, ar putea apărea ca având loc la momente diferite pentru un alt observator (lipsa simultaneității absolute).
- Contracția Lorentz — dimensiunile (de exemplu lungimea) unui obiect măsurate de un observator pot fi mai mici decât rezultatele acelorași măsurători efectuate de un alt observator (de exemplu, paradoxul scării implică o scară lungă care se deplasează cu viteză apropiată de cea a luminii și ținută într-un garaj mai mic).
- Compunerea vitezelor — vitezele nu se adună pur și simplu, de exemplu dacă o rachetă se mișcă la ⅔ din viteza luminii pentru un observator, și din ea pleacă o altă rachetă la ⅔ din viteza luminii relativ la racheta inițială, a doua rachetă nu depășește viteza luminii în raport cu observatorul. (În acest exemplu, observatorul vede racheta a doua ca deplasându-se cu 12/13 din viteza luminii.)
- Inerția și impulsul — când viteza unui obiect se apropie de cea a luminii din punctul de vedere al unui observator, masa obiectului pare să crească făcând astfel mai dificilă accelerarea sa în sistemul de referință al observatorului.
- Echivalența masei și energiei, E = mc2 — Energia înmagazinată de un obiect în repaus cu masa m este egală cu {\displaystyle mc^{2}}. Conservarea energiei implică faptul că în orice reacție, o scădere a sumei maselor particulelor trebuie să fie însoțită de o creștere a energiilor cinetice ale particulelor după reacție. Similar, masa unui obiect poate fi mărită prin absorbția de către acesta de energie cinetică.

## Sisteme de referință, coordonate și transformarea Lorentz

Diagrama 1. Modificarea percepției spațiu-timpului de-a lungul liniei de univers a unui observator care accelerează rapid.
În această animație, direcția verticală indică timpul iar cea orizontală indică distanța, linia punctată este traiectoria spațiu-timp ("linia de univers") a observatorului. Sfertul inferior al diagramei arată evenimentele vizibile pentru observator, iar sfertul superior arată conul de lumină- cei care pot vedea observatorul. Punctele mici sunt evenimente arbitrare din spațiu-timp.
Panta liniei de univers (deviația de la verticală) dă viteza relativă față de observator. De observat cum percepția spațiu-timpului se modifică atunci când observatorul accelerează.

Teoria relativității depinde de "sisteme de referință". Un sistem de referință este o perspectivă observațională în spațiu în repaus sau în mișcare uniformă, de unde se poate măsura o poziție de-a lungul a 3 axe spațiale. În plus, un sistem de referință are abilitatea de a determina măsurătorile evenimentelor în timp, folosind un 'ceas' (orice dispozitiv de referință cu periodicitate uniformă).
Un eveniment este un lucru căruia i se poate asigna un moment în timp și un loc în spațiu unice în raport cu un sistem de referință: este un "punct" în spațiu-timp. Deoarece viteza luminii este constantă în teoria relativității în orice sistem de referință, impulsurile luminoase pot fi folosite pentru a măsura neambiguu distanțele și a da timpul la care evenimentele au avut loc pentru ceasul sistemului, deși lumina are nevoie de timp pentru a ajunge la ceas după ce evenimentul a trecut. 
De exemplu, explozia unei petarde poate fi considerată un "eveniment". Putem specifica complet un eveniment prin cele patru coordonate spațiu-timp: Momentul la care a avut loc și poziția spațială în 3 dimensiuni definesc un punct de referință. Să numim acest sistem de referință S.
În teoria relativității se dorește adesea calcularea poziției unui punct dintr-un alt sistem de referință.
Să presupunem că avem un al doilea sistem de referință S', ale cărui axe spațiale și ceas coincid exact cu ale lui S la momentul zero, dar care se mișcă cu o viteză constantă {\displaystyle v\,} în raport cu S în jurul axei {\displaystyle x\,}.
Deoarece nu există sistem de referință absolut în teoria relativității, conceptul de "în mișcare" nu există în sens strict, întrucât toate sunt mereu în mișcare în raport cu alte sisteme de referință.
Să definim evenimentul de coordonate spațiu-timp {\displaystyle (t,x,y,z)\,} în sistemul S și {\displaystyle (t',x',y',z')\,} în S'. Atunci transformările Lorentz specifică faptul că aceste coordonate sunt legate în felul următor:
{\displaystyle t'=\gamma \left(t-{\frac {vx}{c^{2}}}\right)}
{\displaystyle x'=\gamma (x-vt)\,}
{\displaystyle y'=y\,}
{\displaystyle z'=z\,}
unde {\displaystyle \gamma ={\frac {1}{\sqrt {1-v^{2}/c^{2}}}}} se numește factor Lorentz și {\displaystyle c\,} este viteza luminii în vid.
Coordonatele {\displaystyle y\,} și {\displaystyle z\,} nu sunt afectate, dar axele {\displaystyle x\,} și {\displaystyle t\,} sunt implicate în transformare. Într-un fel, această transformare poate fi înțeleasă ca o rotație hiperbolică.

## Simultaneitatea
Din prima ecuație a transformărilor Lorentz în termeni de diferențe de coordonate
{\displaystyle \Delta t'=\gamma \left(\Delta t-{\frac {v\Delta x}{c^{2}}}\right)}
este clar că două evenimente care sunt simultane în sistemul de referință S (satisfăcând {\displaystyle \Delta t=0\,}), nu sunt neapărat simultane în alt sistem inerțial S' (satisfăcând {\displaystyle \Delta t'=0\,}). Doar dacă aceste evenimente sunt colocale în sistemul S (satisfăcând {\displaystyle \Delta x=0\,}), atunci ele vor fi simultane și în S'.

## Dilatarea timpului și contracția lungimilor
Scriind transformarea Lorentz  și inversa sa în termenii diferențelor de coordonate, se obține
{\displaystyle \Delta t'=\gamma \left(\Delta t-{\frac {v\Delta x}{c^{2}}}\right)}
{\displaystyle \Delta x'=\gamma (\Delta x-v\Delta t)\,}
și
{\displaystyle \Delta t=\gamma \left(\Delta t'+{\frac {v\Delta x'}{c^{2}}}\right)}
{\displaystyle \Delta x=\gamma (\Delta x'+v\Delta t')\,}
Să presupunem că avem un ceas în repaus în sistemul S. Două bătăi consecutive ale acestui ceas sunt caracterizate prin {\displaystyle \Delta x=0}. Dacă vrem să știm relația dintre timpii dintre aceste bătăi măsurate în ambele sisteme, putem folosi prima ecuație și obținem:
{\displaystyle \Delta t'=\gamma \Delta t\qquad (\,} pentru evenimentele care satisfac condiția {\displaystyle \Delta x=0)\,}
Aceasta arată că durata de timp {\displaystyle \Delta t'} între două bătăi ale ceasului, văzute în sistemul în mișcare S' este mai mare decât durata de timp {\displaystyle \Delta t} dintre aceleași bătăi măsurate în sistemul în care ceasul este în repaus. Acest fenomen se numește dilatare temporală.
Similar, presupunem că avem un etalon de lungime în repaus în sistemul S. În acest sistem, lungimea etalonului este scrisă ca {\displaystyle \Delta x}. Dacă dorim să aflăm lungimea acestui etalon, ca măsurată în sistemul în mișcare S', trebuie să ne asigurăm că măsurăm distanțele {\displaystyle x'} între capetele etalonului simultan în sistemul S'. Cu alte cuvinte, măsurarea este caracterizată prin {\displaystyle \Delta t'=0}, pe care o putem combina cu a patra ecuație pentru a găsi relația dintre lungimile {\displaystyle \Delta x} și {\displaystyle \Delta x'}:
{\displaystyle \Delta x'={\frac {\Delta x}{\gamma }}\qquad (\,} pentru evenimente care satisfac {\displaystyle \Delta t'=0)\,}
Aceasta arată că lungimea {\displaystyle \Delta x'} a etalonului măsurată în sistemul în mișcare S' este mai mică decât lungimea {\displaystyle \Delta x} în sistemul față de care se află în repaus. Acest fenomen se numește contracția lungimii sau contracție Lorentz.
Aceste efect nu sunt doar aparente; ele sunt legate explicit de felul în care măsurăm intervalele de timp între evenimente care au loc în același loc într-un sistem de coordonate dat (numite evenimente "co-locale"). Aceste intervale de timp vor fi diferite într-un alt sistem de coordonate, în mișcare în raport cu primul, dacă evenimentele nu sunt simultane. Similar, aceste efecte leagă de distanțele măsurate între evenimente separate dar simultane într-un sistem de coordonate dat. Dacă aceste evenimente nu sunt co-locale, ci separate de distanță (spațiu), ele nu vor avea loc la aceeași distanță spațială unul de celălalt când vor fi văzute din alt sistem de coordonate în mișcare.

## Cauzalitatea și imposibilitatea depășirii vitezei luminii

Diagrama 2. Conul de lumină

În diagrama 2, intervalul AB este temporal; cu alte cuvinte, există un sistem de referință în care evenimentul A și evenimentul B au loc în aceeași poziție în spațiu, și sunt separate doar de faptul că au loc la momente de timp diferite. Dacă A precede B în acel sistem de referință, atunci A precede B în toate sistemele de referință. Ipotetic, este posibil ca materia (sau informația) să călătorească de la A la B, astfel că poate exista o relație cauzală între ele (A fiind cauza, iar B efectul).
Intervalul AC din diagramă este 'spațial'; cu alte cuvinte, există un sistem de referință în care evenimentul A și evenimentul C au loc simultan, fiind separate doar de o distanță în spațiu. Însă există și sisteme în care A precede C (după cum se vede) și sisteme în care C precede A. Dacă ar fi posibilă o relație de tip cauză-efect între evenimentele A și C, atunci ar rezulta paradoxuri ale cauzalității. De exemplu, dacă A este cauza, iar C efectul, atunci ar exista sisteme de referință în care efectul precede cauza. Deși acest fapt singur nu dă naștere vreunui paradox, se poate arăta  că se pot trimite semnalele cu viteză mai mare decât a luminii în trecut. Atunci se poate construi un paradox cauzal trimițând semnalul dacă și numai dacă anterior nu s-a primit niciun semnal.
Astfel, una din consecințele relativității restrânse este că (presupunând că se păstrează cauzalitatea), nicio informație și niciun obiect material nu pot călători mai repede decât lumina. Pe de altă parte, situația logică nu mai este așa de clară în cazul relativității generalizate, deci rămâne o întrebare deschisă dacă există vreun principiu fundamental care păstrează cauzalitatea (și deci previne mișcarea cu viteză mai mare decât a luminii) în relativitatea generalizată.
Chiar fără a lua în calcul cauzalitatea, sunt alte motive puternice pentru care călătoria cu viteză peste cea a luminii este interzisă de relativitatea restrânsă. De exemplu, dacă se aplică o forță constantă asupra unui obiect pentru o perioadă nelimitată de timp, atunci integrând {\displaystyle F\,=\,{\frac {dp}{dt}}} rezultă un impuls care crește nelimitat, dar aceasta se întâmplă doar pentru că {\displaystyle p=m\gamma v} tinde la infinit când v tinde la c. Pentru un observator care nu accelerează, pare că inerția obiectului crește, producând o accelerație mai mică pentru aceeași forță aplicată. Acest comportament este observat în acceleratoarele de particule.

## Compunerea vitezelor
Dacă observatorul din {\displaystyle S\!} vede un obiect care se mișcă de-a lungul axei {\displaystyle x\!} cu viteza {\displaystyle w\!}, atunci observatorul din sistemul {\displaystyle S'\!}, un sistem de referință ce se mișcă la viteza {\displaystyle v\!} în direcția {\displaystyle x\!} în raport cu {\displaystyle S\!}, va vedea obiectul mișcându-se cu viteza {\displaystyle w'\!} unde
{\displaystyle w'={\frac {w-v}{1-wv/c^{2}}}.}
Această ecuație poate fi derivată din transformările spațială și temporală de mai sus. De observat că dacă obiectul s-ar mișca cu viteza luminii în sistemul {\displaystyle S\!} (adică {\displaystyle w=c\!} ), atunci el s-ar mișca cu viteza luminii și în sistemul {\displaystyle S'\!}. De asemenea, dacă {\displaystyle w\!} și {\displaystyle v\!} sunt mici în raport cu viteza luminii, se recuperează transformările galileiene ale vitezelor: {\displaystyle w'\approx w-v\!.}

## Masa, impulsul și energia
În plus față de modificarea noțiunilor de spațiu și timp, relativitatea restrânsă forțează reconsiderarea conceptelor de masă, impuls și energie, toate fiind concepte de bază în mecanica newtoniană. Relativitatea restrânsă arată că, de fapt, aceste concepte sunt toate diferite aspecte ale aceleiași cantități fizice cam în același fel în care arată că spațiul și timpul sunt interconectate.
Există câteva moduri echivalente de a defini impulsul și energia în relativitatea restrânsă. O metodă folosește legile de conservare. Dacă aceste legi rămân valide în teoria relativității restrânse, ele trebuie să fie adevărate în orice sistem de referință posibil. Însă, dacă se fac niște simple experimente imaginare folosind definițiile newtoniene ale impulsului și energiei, se vede că aceste cantități nu se conservă în relativitatea restrânsă. Ideea de conservare se poate salva făcând câteva mici modificări ale definițiilor acestora pentru a ține cont de vitezele relativiste. În teoria relativității, aceste definiții sunt considerate definiții corecte pentru impuls și energie.
Dat fiind un obiect cu masa invariantă m călătorind cu viteza v energia și impulsul lui sunt date (și definite) de
{\displaystyle E=\gamma mc^{2}\,\!}
{\displaystyle {\vec {p}}=\gamma m{\vec {v}}\,\!}
unde γ (Factorul Lorentz) este dat de
{\displaystyle \gamma ={\frac {1}{\sqrt {1-\beta ^{2}}}}}
unde {\displaystyle \beta } raportul dintre viteză și viteza luminii. Termenul γ apare frecvent în relativitate, și vine din ecuațiile transformărilor Lorentz.
Energia relativistă și impulsul relativist sunt legate prin relația
{\displaystyle E^{2}-(pc)^{2}=(mc^{2})^{2}\,\!}
numită și ecuația relativistă energie-impuls. Este interesant de observat că în timp ce energia {\displaystyle E\,} și impulsul {\displaystyle p\,} sunt dependente de observator (variază de la un sistem de referință la altul) cantitatea {\displaystyle E^{2}-(pc)^{2}=(mc^{2})^{2}\,\!} este independentă de observator.
Pentru viteze mult mai mici decât a luminii, γ poate fi aproximat folosind o dezvoltare în serie Taylor din care rezultă
{\displaystyle E\approx mc^{2}+{\begin{matrix}{\frac {1}{2}}\end{matrix}}mv^{2}\,\!}
{\displaystyle {\vec {p}}\approx m{\vec {v}}\,\!}
Eliminând primul termen din expresia energiei, aceste formule sunt exact definițiile standard ale energiei cinetice și impulsului. Așa și trebuie să fie, deoarece mecanica newtoniană este o aproximație a relativității restrânse pentru viteze mici.
Privind formula de mai sus, a energiei, se vede că atunci când un obiect este în repaus (v = 0 și γ = 1) rămâne o energie diferită de zero:
{\displaystyle E_{rest}=mc^{2}\,\!}
Această energie este denumită energia stării de repaus. Energia stării de repaus  nu cauzează niciun conflict cu teoria newtoniană deoarece este constantă și, din punctul de vedere al energiei cinetice, doar diferențele de energie au semnificație.
Interpretând această formulă, se poate concluziona că în teoria relativității masa este doar o altă formă a energiei. În 1927 Einstein a făcut următoarea remarcă privind relativitatea restrânsă:
În această teorie, masa nu este o mărime nealterabilă, ci o mărime dependentă de (și, într-adevăr, identică cu) cantitatea de energie.
Această formulă devine importantă când se măsoară masele diferiților nuclei atomici. Privind diferențele de masă, se poate prezice care nuclei au energie suplimentară stocată și care poate fi eliberată prin reacții nucleare, oferind informații importante utile în dezvoltarea energiei nucleare și, în consecință, a bombei nucleare.

## Masa relativistă
Cursurile de fizică introductivă, precum și unele manuale mai vechi despre teoria relativității restrânse definesc o masă relativistă care crește cu creșterea vitezei unui corp. Conform interpretării geometrice a relativității restrânse, această definiție nu se mai folosește, iar termenul "masă" este limitat la noțiunea de masă de repaus fiind astfel independentă de sistemul de referință.
Folosind definiția relativistă a masei, masa unui obiect poate varia în funcție de sistemul de referință inerțial al observatorului, în același fel în care alte proprietăți ale sale, cum ar fi lungimea, fac același lucru. Definirea unei astfel de cantități poate fi uneori utilă prin faptul că această definire simplifică un calcul restricționându-l la un anumit sistem de referință. De exemplu, considerând un corp cu masa de repaus m care se mișcă la o anumită viteză relativ la un sistem de referință al observatorului. Acel observator definește masa relativistă a corpului ca fiind:
{\displaystyle M=\gamma m\!}
"Masa relativistă" nu trebuie să fie confundată cu "masa longitudinală" și cea "transversală", definite și utilizate în preajma anului 1900 și bazate pe o aplicare inconsistentă a legilor lui Newton: acestea foloseau f=ma pentru o masă variabilă, pe când masa relativistă corespunde masei dinamice a lui Newton în care p=Mv și f=dp/dt.
Se observă și faptul că corpul nu devine mai masiv în sistemul său propriu de referință, deoarece masa relativistă este diferită doar pentru un observator dintr-un alt sistem. Singura masă independentă de sistemul de referință este masa de repaus. Când se folosește masa relativistă, trebuie să se specifice și sistemul de referință aplicabil dacă nu este evident, sau dedus implicit din formularea problemei. Este evident și că creșterea de masă relativistă nu rezultă din creșterea numărului de atomi al obiectului. În schimb, masa relativistă a fiecărui atom și particulă subatomică crește ea însăși.
Manualele de fizică folosesc uneori masa relativistă, deoarece ea permite studenților să utilizeze cunoștințele lor de fizică newtoniană pentru a face mai intuitive anumite concepte, restrângându-le la anumite sisteme de referință alese. "Masa relativistă" este consistentă și cu conceptele de "dilatare temporală" și "contracție a lungimii".

## Forța
Definiția clasică a forței f este dată de Legea a doua a lui Newton în forma ei originală:
{\displaystyle {\vec {f}}={\frac {d{\vec {p}}}{dt}}}
și aceasta este valabilă în teoria relativității.
Multe manuale moderne rescriu Legea a doua a lui Newton sub forma
{\displaystyle {\vec {f}}=M{\vec {a}}}
Această formă nu este valabilă în teoria relativității sau în alte situații în care masa relativistă M este variabilă.
Această formulă poate fi înlocuită în cazul relativist cu
{\displaystyle {\vec {f}}=\gamma m{\vec {a}}+\gamma ^{3}m{\frac {{\vec {v}}\cdot {\vec {a}}}{c^{2}}}{\vec {v}}}
După cum se vede din ecuație, vectorii clasici forță și accelerație nu mai sunt neapărat paraleli în teoria relativității.
Totuși expresia tetradimensională care leagă tetraforța {\displaystyle F^{\mu }\,} cu masa de repaus m și tetraaccelerația {\displaystyle A^{\mu }\,} restaurează aceeași formă a ecuației
{\displaystyle F^{\mu }=mA^{\mu }\,}

## Geometria spațiu-timpului
În teoria relativității se folosește un spațiu Minkowski tetradimensional plat, care este un exemplu de spațiu-timp. Acest spațiu, însă, este foarte similar cu spațiul tridimensional euclidian standard, și astfel este ușor de lucrat cu el.
Diferențiala distanței (ds) în spațiul cartezian 3D este definită ca:
{\displaystyle ds^{2}=dx_{1}^{2}+dx_{2}^{2}+dx_{3}^{2}}
unde {\displaystyle (dx_{1},dx_{2},dx_{3})} sunt diferențialele celor trei dimensiuni spațiale. În geometria relativității restrânse, se adaugă o a patra dimensiune, derivată din timp, și astfel ecuația diferențialei distanței devine:
{\displaystyle ds^{2}=dx_{1}^{2}+dx_{2}^{2}+dx_{3}^{2}-c^{2}dt^{2}}
Dacă se dorește să se facă și coordonata timpului să arate ca și cele spațiale, se poate trata timpul ca fiind imaginar: x4 = ict. În acest caz, ecuația de mai sus devine simetrică:
{\displaystyle ds^{2}=dx_{1}^{2}+dx_{2}^{2}+dx_{3}^{2}+dx_{4}^{2}}
Aceasta sugerează ceea ce de fapt este o concluzie teoretică profundă, care arată că teoria relativitățiieste doar o simetrie de rotație a spațiu-timpului nostru, foarte simialră cu simetria de rotație a spațiului euclidian. Așa cum spațiul euclidian folosește o metrică euclidiană, și spațiul timpul folosește o metrică Minkowski. În esență, relativitatea restrânsă poate fi enunțată în termenii invarianței intervalului spațiu-timp (dintre oricare două evenimente) ca văzut din orice sistem de referință inerțial. Toate ecuațiile și efectele relativității restrânse pot fi deduse din această simetrie de rotație (grup Poincaré) a spațiu-timpului Minkowski. Misner (1971 §2.3), În cele din urmă, profunda înțelegere a relativității restrânse și a celei generale vor veni din studiul metricii Minkowski (descrisă mai jos) și nu din cel al unei metrici euclidiene "deghizate" folosind ict drept coordonată temporală.
Dacă reducem la 2 numărul dimensiunilor spațiale, pentru a putea reprezenta fizica într-un spațiu 3D
{\displaystyle ds^{2}=dx_{1}^{2}+dx_{2}^{2}-c^{2}dt^{2}}
vedem că liniile geodezice nule se află de-a lungul unui con definit de ecuația
{\displaystyle ds^{2}=0=dx_{1}^{2}+dx_{2}^{2}-c^{2}dt^{2}}
sau
{\displaystyle dx_{1}^{2}+dx_{2}^{2}=c^{2}dt^{2}}
Adică ecuația unui cerc de rază r=c×dt.
Dacă extindem aceasta la dimensiuni spațiale 3D, geodezicele nule se află pe un con tetradimensional:
{\displaystyle ds^{2}=0=dx_{1}^{2}+dx_{2}^{2}+dx_{3}^{2}-c^{2}dt^{2}}
{\displaystyle dx_{1}^{2}+dx_{2}^{2}+dx_{3}^{2}=c^{2}dt^{2}}
Acest con dual reprezintă "raza vizuală" a unui punct din spațiu. Adică atunci când privim stelele și spunem "Lumina pe care o recepționez de la stea este veche de X ani", privim până la limita acestei raze vizuale: o geodezică nulă. Privim un eveniment la o distanță de {\displaystyle d={\sqrt {x_{1}^{2}+x_{2}^{2}+x_{3}^{2}}}} metri ce a avut loc cu d/c secunde în urmă. Din acest motiv, conul dual nul este numit și 'con de lumină'.
Conul din regiunea -t este informația pe care acel punct o primește, iar conul din secțiunea +t este informația pe care acel punct o trimite.
Geometria spațiului Minkowski poate fi descrisă printr-o diagramă Minkowski, utilă în înțelegerea multor experimente imaginare din teoria relativității restrânse.

## Fizica spațiu-timpului
Poziția unui eveniment în spațiu-timp este dată de un cuadrivector contravariant ale cărui componente sunt:
{\displaystyle x^{\nu }=\left(t,x,y,z\right)}
Adică, {\displaystyle x^{0}=t}, {\displaystyle x^{1}=x}, {\displaystyle x^{2}=y} și {\displaystyle x^{3}=z}. La exponent sunt indicii contravarianți și nu puteri. La indice sunt indicii covarianți, de la zero la trei. Gradientul în spațiu-timp al unui câmp φ este:
{\displaystyle \partial _{0}\phi ={\frac {\partial \phi }{\partial t}},\quad \partial _{1}\phi ={\frac {\partial \phi }{\partial x}},\quad \partial _{2}\phi ={\frac {\partial \phi }{\partial y}},\quad \partial _{3}\phi ={\frac {\partial \phi }{\partial z}}.}

### Metrica și transformările de coordonate
După ce a fost identificată natura tetradimensională a spațiu-timpului, se folosește metrica Minkowski, η, dată pe componente (valide în orice sistem de referință inerțial) ca:
{\displaystyle \eta _{\alpha \beta }={\begin{pmatrix}-c^{2}&0&0&0\\0&1&0&0\\0&0&1&0\\0&0&0&1\end{pmatrix}}}
Inversa ei este:
{\displaystyle \eta ^{\alpha \beta }={\begin{pmatrix}-1/c^{2}&0&0&0\\0&1&0&0\\0&0&1&0\\0&0&0&1\end{pmatrix}}}
Transformările de coordonate între sisteme de referință inerțiale sunt date de tensorul transformărilor Lorentz Λ. Pentru cazul special al mișcării de-a lungul axei x, avem:
{\displaystyle \Lambda ^{\mu '}{}_{\nu }={\begin{pmatrix}\gamma &-\beta \gamma /c&0&0\\-\beta \gamma c&\gamma &0&0\\0&0&1&0\\0&0&0&1\end{pmatrix}}}
adică matricea de rotație de la coordonatele x la t. μ' indică rândul și ν indică coloana. De asemenea, β și γ sunt definite ca:
{\displaystyle \beta ={\frac {v}{c}},\ \gamma ={\frac {1}{\sqrt {1-\beta ^{2}}}}.}
Mai general, o transformare de la un sistem inerțial (ignorând translațiile, pentru simplitate) la un altul trebuie să satisfacă condiția:
{\displaystyle \eta _{\alpha \beta }=\eta _{\mu '\nu '}\Lambda ^{\mu '}{}_{\alpha }\Lambda ^{\nu '}{}_{\beta }\!}
unde este implicită suma lui {\displaystyle \mu '\!} și {\displaystyle \nu '\!} de la 0 la 3 în partea dreaptă a ecuației, conform notației Einstein pentru sume. Grupul Poincaré este cel mai general grup de transformări care păstrează metrica Minkowski și reprezintă simetria fizică ce stă la baza relativității restrânse.
Toate cantitățile fizice sunt date ca tensori. Pentru a trece dintr-un sistem în altul, se folosește legea transformărilor tensoriale
{\displaystyle T_{\left[j_{1}',j_{2}',...j_{q}'\right]}^{\left[i_{1}',i_{2}',...i_{p}'\right]}=\Lambda ^{i_{1}'}{}_{i_{1}}\Lambda ^{i_{2}'}{}_{i_{2}}...\Lambda ^{i_{p}'}{}_{i_{p}}\Lambda _{j_{1}'}{}^{j_{1}}\Lambda _{j_{2}'}{}^{j_{2}}...\Lambda _{j_{q}'}{}^{j_{q}}T_{\left[j_{1},j_{2},...j_{q}\right]}^{\left[i_{1},i_{2},...i_{p}\right]}}
unde {\displaystyle \Lambda _{j_{k}'}{}^{j_{k}}\!} este matricea inversă a lui {\displaystyle \Lambda ^{j_{k}'}{}_{j_{k}}\!}.
Pentru a vedea utilitatea acesteia, transformăm poziția unui eveniment de la un sistem de coordonate S la un sistem S', calculând
{\displaystyle {\begin{pmatrix}t'\\x'\\y'\\z'\end{pmatrix}}=x^{\mu '}=\Lambda ^{\mu '}{}_{\nu }x^{\nu }={\begin{pmatrix}\gamma &-\beta \gamma /c&0&0\\-\beta \gamma c&\gamma &0&0\\0&0&1&0\\0&0&0&1\end{pmatrix}}{\begin{pmatrix}t\\x\\y\\z\end{pmatrix}}={\begin{pmatrix}\gamma t-\gamma \beta x/c\\\gamma x-\beta \gamma ct\\y\\z\end{pmatrix}}}
care este chiar transformarea Lorentz dată mai sus. Toți tensorii se transformă după aceeași regulă.
Tetravectorul pătratelor diferențialelor distanțelor {\displaystyle dx^{\mu }\!} construit folosind
{\displaystyle \mathbf {dx} ^{2}=\eta _{\mu \nu }dx^{\mu }dx^{\nu }=-(c\cdot dt)^{2}+(dx)^{2}+(dy)^{2}+(dz)^{2}\,}
este invariant. Faptul că este invariant înseamnă că are aceeași valoare în toate sistemele inerțiale, deoarece este un scalar (tensor de rang 0), și astfel Λ nu apare în transformarea sa trivială. De observat că atunci când elementul {\displaystyle \mathbf {dx} ^{2}} este negativ, {\displaystyle d\tau ={\sqrt {-\mathbf {dx} ^{2}}}/c} este diferențiala timpului propriu, iar când {\displaystyle \mathbf {dx} ^{2}} este pozitiv, {\displaystyle {\sqrt {\mathbf {dx} ^{2}}}} este diferențiala distanței proprii.
Utilitatea principală a exprimării ecuațiilor fizicii în formă tensorială este că atunci sunt invariante în raport cu grupul Poincaré, astfel că nu avem de-a face cu un calcul special și dificil pentru a verifica aceasta. De asemenea, la construirea acestor ecuații adesea găsim că alte ecuații despre care anterior credeam că nu au nicio legătură cu ele sunt, de fapt, strâns legate, ca făcând parte din aceeași ecuație tensorială.

## Statutul teoriei
Relativitatea restrânsă este exactă doar când potențialul gravitațional este mult mai mic ca c2; într-un câmp gravitațional puternic trebuie să se folosească teoria relativității generalizate (care este, la limită, echivalentă cu cea restrânsă pentru câmpuri gravitaționale slabe). La scară foarte mică (la lungimi de ordinul distanței Planck și mai mici) trebuie să fie luate în calcul și efectele cuantice, de unde rezultă gravitația cuantică. Totuși, la nivel macroscopic și în absența câmpurilor gravitaționale puternice, relativitatea restrânsă a fost testată experimental, obținându-se un grad extrem de înalt de precizie (10−20)

 și astfel este acceptată de comunitatea fizicienilor. Rezultatele experimentale care par să o contrazică nu sunt reproductibile și sunt considerate a se datora erorilor experimentale.
Datorită libertății pe care o acordă teoria de a alege cum să se definească unitățile de distanță și timp în fizică, este posibil să se facă unul din postulatele relativității consecință tautologică a definițiilor, dar acest lucru nu poate fi făcut pentru ambele postulate simultan, deoarece, împreună, ele au consecințe independente de alegerea definițiilor pentru distanță și timp.
Relativitatea restrânsă este consistentă cu ea însăși din punct de vedere matematic, și este parte organică din toate teoriile fizice moderne, în primul rând din teoria cuantică de câmp, teoria coardelor și teoria relativității generalizate (pentru cazul câmpurilor gravitaționale neglijabile).
Mecanica newtoniană derivă matematic din teoria relativității restrânse pentru viteze mici față de cea a luminii - astfel mecanica newtoniană poate fi considerată o relativitate restrânsă a corpurilor lente.

### Experimente fondatoare
Câteva experimente-cheie au condus la elaborarea teoriei relativității restrânse:
- Experimentul Trouton–Noble a arătat că momentul unui condensator este independent de poziția sa și de sistemul de referință inerțial
- Celebrul experiment Michelson-Morley a dat mai mult suport postulatului privind imposibilitatea detectării unei viteze absolute[necesită citare].

### Experimente testare teorii alternative
O serie de experimente au fost efectuate cu scopul de a testa teoria relativității restrânse în raport cu alte teorii rivale. Printre acestea se numără:
- Experimentul lui Kaufmann — devierea electronilor conform predicției Lorentz-Einstein
- Experimentul Hamar — absența obstrucției fluxului de eter
- Experimentul Kennedy–Thorndike — dilatarea temporală conform cu transformările Lorentz
- Experimentul Rossi-Hall — efecte relativiste asupra timpului de înjumătățire a unei particule de mare viteză
- Experimentele de test ale teoriei emisiei au demonstrat că viteza luminii este independentă de viteza sursei acesteia.

## Oponenți notabili
- Joseph Larmor
- Nicola Tesla